# تعب الواقي الذكري
تعب الواقي الذكري (بالإنجليزية: Condom fatigue)‏ هو مصطلح يستخدم من قبل المهنيين الطبيين ومقدمي النصائح عن الجنس الآمن للإشارة إلى انخفاض ظاهرة استخدام الواقي الذكري. ويمكن أن تستخدم أيضًا لوصف التعب العام وانخفاض فعالية نصائح الجنس الأكثر أمانًا، وهذا ما يسمى أحيانا بـ «التعب من الوقاية».
وقد استخدم هذا المصطلح لوصف الرجال الذين يمارسون الجنس مع رجال (MSM)، على الرغم من أن مصطلح ينطبق على الناس من جميع الأجناس والتوجهات الجنسية. وقد استخدم مصطلح تعب الواقي الذكري بسبب زيادة في معدلات الإصابة بفيروس نقص المناعة البشرية، رغم أن هذا لم يثبت في أي دراسة.
تعب الواقي الذكري ليس ظاهرة عالمية، مثلاً في ألمانيا ازداد استخدام الواقي الذكري بين الشركاء الجنسيين الجدد بين عامي (1994-2010) من 65٪ إلى 87٪.

## مثال
تتزايد الإصابة بفيروس نقص المناعة البشرية بمعدل 12٪ سنويًا بين الرجال الأمريكيين الذين تتراوح أعمارهم بين (13-24 عامًا) الذين يمارسون الجنس مع رجال. يعزوا الخبراء ذلك إلى "إجهاد الإيدز" بين الشباب الذين لا يتذكرون أسوأ مرحلة للوباء في الثمانينيات وأوائل التسعينيات، بالإضافة إلى "تعب الواقي الذكري" بين أولئك الذين سئموا وخاب أملهم من نصائح ممارسة الجنس الآمن بلا هوادة. قد تكون الزيادة أيضًا بسبب العلاجات الجديدة.